# Ewald Jammers
Ewald Karl Hubert Maria Jammers (Lindenthal, Colonia, 1 de enero de 1897-Plankstadt, 26 de junio de 1981) fue un musicólogo y bibliotecario alemán.

## Biografía
Estudió musicología con Ludwig Schiedermair, historia, filología germánica y también etnología en la Universidad de Bonn (1913-17, 1919-24), donde obtuvo el doctorado en 1924 con una tesis sobre el manuscrito de la canción Jena (Jenaer Liederhandschrift), obra del primer tercio del siglo XIV. Posteriormente, en 1925, se graduó con un título oficial en alemán. En 1927 se convirtió en bibliotecario titulado por la Biblioteca de la Universidad de Leipzig y posteriormente trabajó en diferentes bibliotecas como la Biblioteca Nacional de Sajonia, donde dirigió el Departamento de Música desde 1931, o la Estatal de Dresde. En 1939 fue nombrado miembro de la Institución del Estado para la investigación musical alemana en Berlín.
Jammers fue reclutado para el servicio militar en la Segunda Guerra Mundial. Después de la guerra trabajó por primera vez como profesor sustituto en Bergheim. En 1951/52 obtuvo un puesto en la Biblioteca Municipal y Universitaria de Düsseldorf y fue nombrado jefe de la colección de manuscritos de la Biblioteca Universitaria de Heidelberg, donde estuvo al frente del departamento de manuscritos desde 1953 y desde 1957 fue su vicedirector. Entre 1956 y 1962 fue profesor honorario de música antigua en la Universidad de Heidelberg, donde enseñó hasta 1972.
Toda la obra de Jammers, dedicada especialmente al estudio de la historia de la música antigua, pero también de la música bizantina, la coral, la canción trovadoresca alemana de los Minnesänger y la polifonía medieval, destaca por un tratamiento y un análisis muy cuidadosos.